# شهرک صاحب الزمان
شهرک صاحب الزمان، روستایی در دهستان چهل منی بخش سرخ قلعه شهرستان قلعه‌گنج در استان کرمان ایران است.

## جمعیت
بر پایه سرشماری عمومی نفوس و مسکن در سال ۱۳۹۵، جمعیت این روستا برابر با ۳۸۴ نفر (۱۰۶ خانوار) بوده‌است.